# Mikropumpe

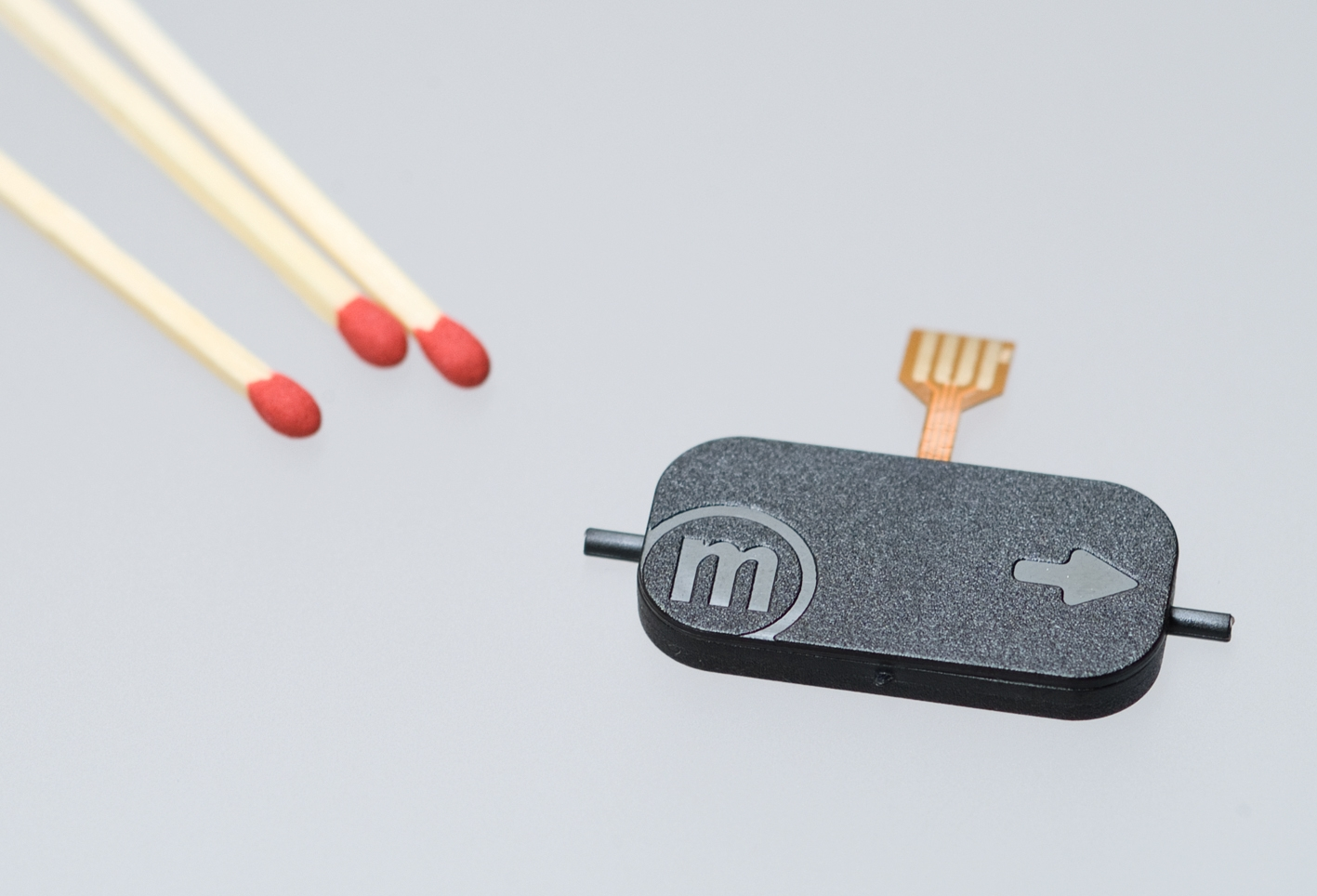
Serien-Mikropumpe

Eine Mikropumpe ist eine Pumpe reduzierter Baugröße, genauer ein Mikrosystem, bevorzugt mit ähnlichen Förderleistungen wie die der klassischen Pumpen.

## Hintergrund
Bei der Mikropumpe handelt es sich um ein Produkt der Mikrosystemtechnik, das aufgrund seiner Charakteristika branchenübergreifend in vielen Anwendungen eingesetzt und zu Produktinnovationen beitragen kann. Als antreibendes System stellt die Pumpe eines der Kernprodukte der Mikrofluidik dar. Ihr kommt eine entscheidende Rolle in vielen Applikationen zu.
Der Trend zu Mikrosystemen ist im Wesentlichen bedingt durch die Marktanforderungen z. B. von portablen Geräten oder nach Integrierbarkeit bei reduziertem Bauraum.

## Technische Realisierung
Es gibt ein breites Spektrum technischer Realisierungen von Mikropumpen. Oft werden Makropumpprinzipien in die Mikrowelt transferiert. Oszillierende Membranen beispielsweise, werden vielfach auch bei Mikropumpen genutzt. Peristaltische Systeme sind eine Nachahmung der Natur. Vor allem bei nichtmechanischen Pumpen ergeben sich große Vorteile durch Miniaturisierung. Hier wird teilweise mit elektrischen oder magnetischen Feldern gearbeitet. Durch die kleinen Geometrien können sehr hohe elektrische bzw. magnetische Feldstärken erreicht werden. Der Effekt – elektrokinetisch, elektrohydrodynamisch, elektrohydromagnetisch, elektrochemisch etc. – ist um ein Vielfaches wirkungsvoller als in der Makrowelt.
Die Auswahl des Mikropumpentypen richtet sich stark nach den Anforderungen und nach dem Fluid, bzw. dessen physikalischen und chemischen Eigenschaften.
Die Förderleistung und der Pumpdruck sowie die förderbaren Medien variieren sehr stark bei den verschiedenen Mikropumpen. So können Pumpraten von wenigen Pikolitern bis hin zu mehreren Millilitern pro Minute erreicht werden.
Aktuell auf dem Markt verfügbare Systeme werden mit unterschiedlichen Technologien und verschiedenen Funktionsweisen aufgebaut. Siliziumtechnik, Kunststofftechnik, spanabhebende Verfahren sind gängige Herstellungstechniken.